# ジョゼフ・ボニファス・ド・ラ・モル
ジョゼフ・ボニファス・ド・ラ・モル（Joseph Boniface de La Môle、1526年 - 1574年4月30日）は、フランス・ヴァロワ朝の貴族。彼の父親であるジャック・ボニファスは、ド・ラ・モル及びマルセイユのコロブリエールの領主であった。
ラ・モルは、ナバラ王アンリ（のちのアンリ4世）がマルグリット・ド・ヴァロアと結婚したばかりのころ、マルグリットの愛人であった。
ラ・モルは、愛人であるマルグリットの弟にして、アンリ2世とカトリーヌ・ド・メディシスの末子、アンジュー公フランソワにつかえていた。なお、アンジュー公フランソワはラ・モルがつかえていた1572年当時、アランソン公爵と称されており、エリザベス1世との縁談の交渉中であった。1574年，ラ・モルは主であるアンジュー公アンリによって、当時重病であったシャルル9世に対する造反に関係させられてしまう。ラ・モルは自室から占星術師ルジェリからもらった針の刺さった蝋人形が発見された際，国王の暗殺を企てたとして非難を受けた。そのため、ラ・モルは尋問と拷問の末、死刑を宣告された。彼は斬首のうえ、共犯者であるアニバル・ド・ココナスとともにパリのグレーブ広場にさらし首にされた。愛人であるマルグリットがラ・モルの首に防腐処置をしたうえ、宝石入りの小箱に入れて保存したとの伝承が伝えられている。

## 文学作品
有名なアレクサンドル・デュマの小説『王妃マルゴ』では、ラ・モルはサン・バルテルミの虐殺の期間中，王妃マルグリットに仕えるプロテスタントの貴族，ジョゼフ=イヤサント・ボニファス・ド・ルラック・ド・ラ・モルという人物に仮託されている。実際のところ、サン・バルテルミの虐殺の行われていたとき、死にそうなところを王妃の寝室に入り込んでしまったために生き延びたのは小説のようにラ・モルではなく、また別の貴族である。
スタンダールの『赤と黒』でも，ラ・モルと同様の人物が描かれている。
映画『王妃マルゴ』では、ヴァンサン・ペレーズなどがラ・モルを演じている。